# MH Alföldi Kiképző Központ
A Magyar Honvédség Alföldi Kiképző Központ, a Magyar Honvédség 2004-ben felszámolt kiképző központja volt. A béke idős sorkatonai szolgálat eltörlése végett a mind három kiképző központ MH Tapolcai Kiképző Központ, MH Savaria Kiképző Központ bezárásra került.

## Az alakulat rendeltetése volt
- A mozgósítás útján megalakuló katonai szervezetek ez irányú feltételeinek megteremtése, a tevékenység tervezése, szervezése és végrehajtása;
- Saját és a Magyar Honvédség más csapatai részére a hadkötelezettség alapján szolgálatot teljesítő sorállomány katonai alap- és szakalapozó kiképzésének bázisképzés keretében történő végrehajtása;
- A szerződéses állomány kiképzése;
- A hivatásos, szerződéses és tartalékos parancsnoki állomány továbbképzése;
- Közreműködés katasztrófavédelmi feladatokban, segítségnyújtás elemi csapás, ipari szerencsétlenség, közveszély vagy közérdekű üzem működésének megzavarása, illetve egyéb jelentős mértékű egyéb katasztrófa esetén.

## A szervezet rövid története
A Magyar Honvédség Alföldi Kiképző Központja Bács-Kiskun megyében, a Felső-Kiskunság egy meghatározó jelentőségű településén, Szabadszálláson helyezkedik el. A település története több évszázados múltra tekint vissza. Szabadszállás közel 7000 fős lélekszámával jellegzetesen alföldi, mezőgazdasági település.
A város katonatörténete is a régmúlt századokig nyúlik vissza, szorosan összefonódva a szabadságharcokkal, a háborúkkal.
Szabadszálláson 1951-52-ben leltek otthonra az akkori Magyar Néphadsereg első alakulatai, akik létrehozták az első helyőrséget. Harckocsi, lövész, tüzér, honi légvédelmi rakéta csapatok, valamint a páncélos- és gépjármű-technikai képzés szervezetei képviselték a honi haderőt. A katonák rövid idő alatt beilleszkedtek a település mindennapi életébe és a helybéliek is elfogadták a katonák jelenlétét.
A jogelőd katonai szervezetekre, a katonaelődökre a ma élő katona-nemzedéknek mindenkori kötelessége a visszaemlékezés.
A Szabadszállás helyőrségben települt katonai szervezetek közül az Alföldi Kiképző Központ (jogelődje a Páncélos és Gépjárműtechnikai Kiképző Központ és a MH 52. Hunyadi Mátyás Javítóezred) a legnagyobb múltú szervezet.
Története egészen 1962. október 1-ig nyúlik vissza, ekkor alakult meg az MN 7260 alakulat, az MN Páncélos és Gépjárműtechnikai Kiképző Központ, melynek alaprendeltetése: "A Magyar Néphadsereg csapatai és intézetei számára szükséges harckocsi és gépkocsi technikusi, valamint szakkezelői állomány képzése és nevelése.” Az 1970-es évektől jelentős részt vállalt az "M” szervezetek felállításában, azok anyagi-technikai bázisának fenntartásában.
1975. szeptember 1-jével kezdte meg működését a Gépjárműtechnikai Tiszthelyettes és Szakmunkás Képző Iskola, majd 1985-ben átvette helyét a Gépjárműtechnikai Tiszthelyettes Szakközépiskola.
1977-től folyamatosan érkeztek külföldi szakemberek az alakulathoz, felkészítő képzésben vettek rész jemeni, palesztin, mozambiki, angolai, afgán, görög tisztek, tiszthelyettesek, valamint polgári alkalmazottak is.
1989-ben felszámolták az MN 145. Harckocsi Dandárt (MN 7038) és a MN 53. Gépesített Lövészezredet (MN 6671). A helyőrség-parancsnoki feladatokat a Páncélos és Gépjárműtechnikai Kiképző Központ vette át. Majd egy év elteltével a helyőrségben minden más alakulatot felszámoltak, kivéve a kiképző központot.
Köztük a Magyar Néphadsereg 104. Honi Légvédelmi Rakétaezred 2. honi légvédelmi tüzérosztályt is.
1991. február 6-án az addig tisztelt csapatzászlót a Hadtörténeti Múzeumba szállították.
1991. június 1-jével a Gépjárműtechnikai Tiszthelyettes Szakközépiskola kivált a kiképző központ állományából, amely ekkor megkezdte felszámolását és jogutód szervezetként az 52. Javítóezred megalakítását, amely hivatalosan 1991. szeptember 1-jével alakult meg. A szervezet az MH Anyagi-technikai Főcsoportfőnökségtől a szárazföldi haderő állományába került. Rendeltetése: a saját, az MH csapatai (az utalt katonai szervezetek) fegyverzeti és technikai eszközei haditechnikai biztosítási feladata végrehajtása, illetve az ebben való részvétel (technikai kiszolgálás, javítás, vontatás) mérőeszköz hitelesítés, szakemberképzés és felkészítés.
1992. október 1-jén a jogelőd megalakulásának 30. évfordulóján a Honvédelmi Miniszter csapatzászlót adományozott, valamint engedélyezte a Hunyadi Mátyás név viselését, ekkortól a helyőrség megnevezése MH 52. Hunyadi Mátyás Javítóezred.
A Magyar Honvédség átalakítása részeként 1997. február 28-val a hadrendből törölték a javítóezredet, s helyén jogutódként új katonai szervezet kezdte meg működését.
A Magyar Honvédség Alföldi Kiképző Központ a 2. Gépesített Hadosztály csapattagozatú, kiemelt dandár szintű, kiképző katonai szervezeteként alakult meg, melyet a honvédelmi miniszter 118/1997. határozatával 1997. szeptember 1-jei hatállyal alapított. Jogfolytonosság alapján 1962. október 1-jétől létező katonai szervezet.
Az AKK két helyőrségben, Szabadszállás helyőrségben lévő parancsnokság vezetésével Szabadszállás és Kalocsa helyőrségekben (részeivel Öregcsertő-Csornapuszta, illetve Baráka területén) kezdte meg működését.
A kiképző központ kilenc kiképző zászlóalja (1-5. Szabadszálláson, 6-9. Kalocsán) a Magyar Honvédség sorállományának kiképzését végezte elsősorban a Dunától keletre elhelyezkedő csapatok számára.
- gépesített lövész és felderítő,
- vegyivédelmi, elektronikai harc és csapatlégvédelmi,
- haditechnikai, páncélos, gépjármű, fegyverzeti szerelő/műszerész,
- híradóeszköz műszerész, hadtáp, ellátó, egészségügyi és közlekedési
- gépjárművezető
- rádiótechnikai
- műszaki szakmában,
- valamint a légvédelmi és repülőcsapatok kiszolgálói részére.

A katonák nagy létszáma miatt az állomány haza- és visszautazása némileg szokatlan módon, közvetlenül a laktanyában létrehozott ideiglenes „autóbusz-állomás" igénybevételével került megoldásra, tehermentesítve ezzel a település vasútállomását és buszfogadó megálló helyét. A vasúti és autóbusz elővételi jegyárusításra a zászlóalj épületekben volt mód. Több irányjárat szerveződött (Budapest, Miskolc, Szolnok, Debrecen, Szeged felé). Kalocsán a laktanya mellől indult a katonavonat összehangolva a Budapest, Szolnok- Debrecen-Nyíregyháza, Szeged irányokba közlekedő vonatok menetrendjével.
A kiképzési feladatok előkészítése, megszervezése, végrehajtása szintén gondos tervező- és szervező munkát igényelt. Lövészeti időszakban napokig valóságos autóbusz konvojok közlekedtek Szabadszállás és Öregcsertő-Csornapuszta (lőtér) között, egy-egy időszakban annak elején (alaplőgyakorlatok) és közepén (1. számú és szakalap lőgyakorlatok). Hasonlóképp „csúcsra járatott" volt az alaki gyakorlópálya, a harcászati gyakorlótér és a gép- és harcjármű vezetési pálya.
2002-ben, a helyőrség megalakulásának 50. évfordulója, a kiképző központ és jogelődei megalakulása 40. évfordulója tiszteletére emlékkövek kerültek felállításra az alaki gyakorlópálya, az alakuló tér mentén. Minden egyes követ az adott szervezet egy-egy parancsnoka, vagy katonája leplezett le.
1998-2003 között évente nagy erőkkel vett részt a kiképző központ az észak-magyarországi folyók, a Tisza és a Duna mentén folyó árvíz elleni védekezésben, a lakosság mentésében, a 2000. évi Ágasegyháza környéki erdőtűz megfékezésében.
2003. november 2-án felavatásra került a „Szabadszállási katonák emlékére" ajánlott kopjafa.
Állíttatott mindazok emlékére, akik Szabadszálláson teljesítettek katonai szolgálatot, és ma már az égi hadakat szolgálják.
A Magyar Honvédséget érintő szervezeti változások következtében 2000. október 1-jétől a kiképző központ új állománytáblája alapján, ezred szintű katonai szervezetként, 2000. december 21-től pedig új alárendeltségben, a Hadkiegészítő és Kiképző Parancsnokság kiképző katonai szervezeteként folytatta alaprendeltetéséből adódó feladatai végrehajtását.
Az Alföldi Kiképző Központ nemcsak a sorkatonai állomány alap- és szakalapozó képzésével foglalkozik, hanem a Magyar Honvédség szerződéses katonáinak három hónapos emelt szintű alap és szakkiképzését is végrehajtja. A 100-150 fős szerződéses katonák havonta vonulnak be a kiképző központba, így egyszerre közel 450 fő szerződéses képzésével foglalkoznak a kiképző zászlóaljak a sorkatonák képzésével egyidőben.
A Magyar Honvédség Alföldi Kiképző Központ Parancsnoksága fontosnak tartotta, hogy jó kapcsolatot tartson fenn a város- és a környező települések önkormányzataival, civil szervezeteivel. Az alakulat, mint a környék legnagyobb munkáltatója, fontos szerepet töltött be a város életében, hiszen több mint 400 helybéli és környékbéli dolgozott a laktanya falain belül. Az ide vezényelt katonák számára nagy előnyt jelentett, hogy az alakulat a Magyar Honvédség más alakulataihoz viszonyítva nagy számú szolgálati lakással rendelkezett, mely lehetővé tette, hogy a katonák családtagjaikkal együtt telepedjenek le a városban.
A Magyar Honvédséget érintő átszervezés az Alföldi Kiképző Központot sem kerülte el. Így az alakulat a Magyar Honvédség Hadkiegészítő és Kiképző Parancsnokság alárendeltségéből 2003. június 30-án hivatalosan is, fennállása óta másodszor, átkerült a Magyar Honvédség Szárazföldi Parancsnokság alárendeltségébe.
A hadrend változásának következtében a kiképző központ 2004 nyarától már nem fogadott újoncokat felkészítésre (kiképzési eszközeit, felszereléseit az MH Tapolcai Kiképző Központ vette át).
2004. augusztus 31-én 9 órakor a Hunyadi Mátyás laktanyában az utolsó zászló levonásra került sor, majd a Helyőrségi Klubban ismertetésre került a honvédelmi miniszter 66/2004. határozata, melynek értelmében Szabadszállás 2004. december 31-ével megszűnt katonai helyőrség lenni.

## Szervezeti felépítése, alegységei a felszámolás előtt
| Parancsnokság | Parancsnokság                                                  | Parancsnokság                               | Parancsnokság |
| Kiképző alegységek                                                                                                 | Biztosító alegységek                                           | Logisztikai alegységek                      |               |
| --- | -------------------------------------------------------------- | ------------------------------------------- | ------------- |
| - 1. Kiképző zászlóalj - 2. Kiképző zászlóalj - 3. Kiképző zászlóalj - 4. Kiképző zászlóalj - 5. kiképző zászlóalj | - Törzsszakasz - Fegyveres Biztonsági Őrség - Csapathírközpont | - Logisztikai század - Egészségügyi központ |               |